# Boris Doubine
Pour les articles homonymes, voir Doubine.
Boris Vladimirovitch Doubine (en russe : Борис Владимирович Дубин), né le 31 décembre 1946 à Moscou (URSS) et mort le 20 août 2014 à Moscou (Russie), est un sociologue russe et traducteur de littérature anglaise, française, espagnole, portugaise, latino-américaine et polonaise.
Professeur de sociologie de la culture à l’Institut des cultures européennes de l’Université d’État russe des sciences humaines et à l’École des hautes études en sciences économiques, il fut chef du Département des recherches socio-politiques du Centre analytique Levada (dès décembre 2006) et rédacteur en chef adjoint de la revue sociologique Le Héraut de l’opinion publique russe (depuis décembre 2006). C'est le père de Sergueï Doubine.

## L’activité professionnelle
Doubine est né dans une famille de médecins. Il est lié avec les poètes du SMOG (Union littéraire des jeunes poètes), (en russe : СМОГ), dont les vers étaient publiés en tant que samizdat. Dans la deuxième partie des années 1960, il  a fréquenté les séminaires de poètes renommés, tels qu'Arseni Tarkovski, David Samoïlov et Boris Sloutski.
Doubine est diplômé de la faculté philologique de l'Université d'État de Moscou Lomonossov avec la spécialisation « La langue russe et la littérature ; la langue française ». De 1970 à 1985, Doubine a travaillé à La Bibliothèque d'État de Russie, puis, pendant trois années, jusqu’au 1988, à l’Institut du livre de la Chambre des livres de l’Union Soviétique. En 1988, Doubine a été employé du VTsIOM (Centre pansoviétique d'étude de l'opinion publique), qu’il a quitté en 2004 avec un groupe d'employés sous la direction de Iouri Levada;  ce groupe a organisé ensuite le Centre analytique Levada (Centre Levada).

## Traductions
En 1970, Doubine collabore avec la maison d'édition « Les belles-lettres » (en russe : Художественная литература), puis avec « Progrès et Arc-en-ciel »  (en russe : Прогресс и Радуга). La première traduction publiée a été celle de quelques poèmes de Théophile Gautier (1972). Ses traductions majeures sont celles des paroles de chants et de poèmes espagnols du Moyen Âge et de la Renaissance, (Jean de la Croix, Luis de León, Pedro Calderón et beaucoup d’autres). Doubine a traduit également les œuvres d'auteurs polonais, tels que Krzysztof Kamil Baczyński, Czesław Miłosz, et Eugeniusz Tkaczyszyn-Dycki.
De plus, il a composé et a traduit l’anthologie « L’Espace autrement dit: Les poètes français du XXe siècle sur l’image dans l’art » (2005).
Doubine publie des articles sur la littérature étrangère moderne et sur la poésie contemporaine russe.
Il est lauréat de différents prix pour ses essais et traductions, dont les plus grands sont le prix de l’Enlumineur (en russe : Иллюминатор) en 1995, les prix A.Leroy-Beaulieu et Maurice Wachsmacher pour des traductions du français en russe, le Prix Andreï Biély pour des recherches en sciences humaines, le Prix international Efim Etkind. Il est fait chevalier de l'Ordre national du Mérite en 2008.

## Œuvre
- «Книга и чтение в жизни советского села» (1978, с коллективом авторов) [Le Livre et la lecture dans la vie du village soviétique]
- «Проблемы социологии литературы за рубежом: Сб. обзоров и рефератов» (1983, с коллективом авторов) [Les Problèmes de la sociologie de la littérature à l'étranger]
- «Есть мнение!: Итоги социологического опроса» (1990, с коллективом авторов) [Il y a une opinion!: bilans de la question sociologique]
- «Советский простой человек: Опыт социального портрета на рубеже 90-х» (1993, с коллективом авторов; на нем. яз. - 1992, на франц.яз.: « Entre le passé et l’avenir, l’homme soviétique ordinaire. Enquête», 1993, Presses de Sciences Po)
- «Литература как социальный институт» (1994, в соавторстве с Л. Д. Гудковым). [La Littérature comme institution sociale]
- «Интеллигенция: заметки о литературно-политических иллюзиях» (1995, в соавторстве c Л. Гудковым; 2-е изд. - 2009) [L'Intelligentsia: remarques sur les illusions politico-littéraires]
- «Литература и общество» (1998, в соавторстве с Л. Гудковым и В. Страдой
- «Слово — письмо — литература: Очерки по социологии современной культуры» (2001) [Littérature et société]
- «Семантика, риторика и социальные функции „прошлого“: к социологии советского и постсоветского исторического романа» (2003) [Sémantique, rhétorique et fonctions sociales du passé: vers une sociologie du roman historique soviétique et postsoviétique]
- «Интеллектуальные группы и символические формы: Очерки социологии современной культуры» (2004) [Groupes intellectuels et formes symboliques: études sociologiques de la culture contemporaine]
- «Жить в России на рубеже столетий. Социологические очерки и разработки» (2007)
- «Проблема „элиты“ в сегодняшней России» (2007, в соавторстве с Л.Гудковым и Ю.Левадой) [Le Problème de l'élite dans la Russie d'aujourd'hui]
- «Общественный разлом и рождение новой социологии: Двадцать лет мониторинга» (2008, с коллективом авторов) [Fracture sociale et naissance d'une nouvelle sociologie]
- «Чтение в России - 2008. Тенденции и проблемы» (2008, в соавторстве с Н.А.Зоркой) [La Lecture en Russie en 2008. Tendances et problèmes]
- «Постсоветский человек и гражданское общество» (2008, в соавторстве с Л.Д.Гудковым и Н.А.Зоркой) [L'Homme postsoviétique et la société civile]
- «Классика, после и рядом: Социологические очерки о литературе и культуре» (2010) [La Culture classique, après et à côté: études sociologiques sur la littérature et la culture]
- «Россия нулевых: политическая культура — историческая память — повседневная жизнь» (2011) [La Russie des années 2000: culture politique, mémoire historique et vie de tous les jours]
- «Символы — институты — исследования: новые очерки социологии культуры»  (2013, )
- «Порука. Избранные стихи и переводы» (2013)

## Articles et entretiens en français
- Culture classique, culture d'élite, culture de masse. Une mécanique de différenciation
- La guerre, le pouvoir et les nouveaux décideurs
- Entretien avec Boris Doubine, 2006